# Cluny – La Sorbonne (stanice metra v Paříži)

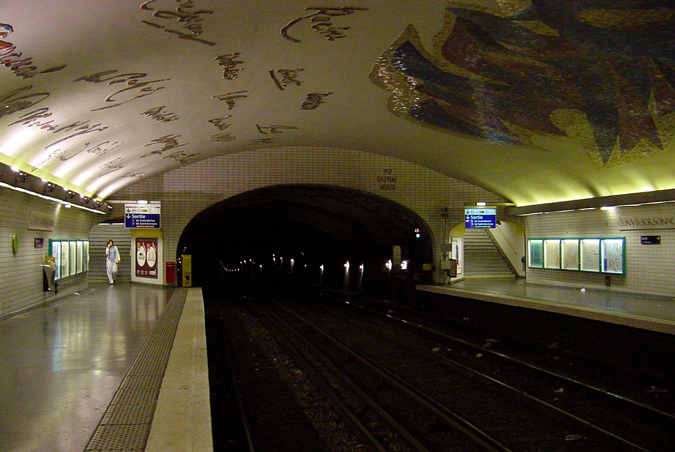
Nástropní mozaika na nástupišti

Cluny – La Sorbonne je stanice pařížského metra na lince 10 v 5. obvodu v Paříži. Nachází se pod Boulevardem Saint-Germain, pod kterým vede trať, mezi křižovatkami s ulicí Rue Saint-Jacques a Boulevard Saint-Michel. Ze stanice je možný přestup na stanici RER Saint-Michel – Notre-Dame na linky B a C.

## Historie
Stanice byla otevřena 15. února 1930 při prodloužení linky ze stanice Odéon do Place d'Italie (dnes na lince 7). Na stanici byly neobvykle instalovány tři koleje, z nichž prostřední nemá nástupiště. Tato kolej sloužila pouze ke služebnímu spojení s linkou 4.
2. září 1939 byla stanice Cluny – La Sorbonne, tak jako i mnohé jiné, uzavřena z důvodu vypuknutí války a mobilizace zaměstnanců. Po válce však již zůstala uzavřena kvůli přílišné blízkosti k sousedním stanicím. Stanice byla znovu otevřená až 15. prosince 1988, aby se usnadnil přestup cestujících z linky 10 na linku RER B, pro které byla 17. února toho roku otevřena stanice Saint-Michel – Notre-Dame a linku RER C, která byla v provozu od roku 1979. U příležitosti znovuotevření stanice byl strop nástupiště vyzdoben mozaikou, kterou vytvořil francouzský umělec Jean Bazaine.

## Název
Jméno stanice se skládá ze dvou částí. Stanice byla pojmenována po dvou významným budovách v sousedství: Hôtel de Cluny a Sorbonny.

## Vstupy
Stanice má dva východy. Jeden je na křižovatce Boulevardu Saint-Germain a Boulevardu Saint-Michel, který slouží i pro RER a druhý na opačné straně stanice na rohu Boulevardu Saint-Germain a Rue Saint-Jacques.

## Zajímavosti v okolí
- Latinská čtvrť
- Collège de France
- Musée de Cluny
- Sorbonna
- Kostel Saint-Séverin